# Cratorrhagus
Cratorrhagus är ett släkte av spindlar. Cratorrhagus ingår i familjen fågelspindlar.
Kladogram enligt Catalogue of Life:
| Cratorrhagus | \| \| Cratorrhagus concolor \| \| \| \| \| \| Cratorrhagus tetramerus \| \| \| \| |
|              | \| \| Cratorrhagus concolor \| \| \| \| \| \| Cratorrhagus tetramerus \| \| \| \| |
|              | Cratorrhagus concolor                                                             |
|              |                                                                                   |
|              | Cratorrhagus tetramerus                                                           |
|              |                                                                                   |